# Robert Barnhart
Robert Knox Barnhart (Chicago, 17 ottobre 1933 – Philipstown, 9 aprile 2007) è stato un lessicografo statunitense.
Assieme a suo padre Clarence Barnhart ha scritto alcune edizioni dei dizionari Thorndike-Barnhart (redatti con la consulenza di Edward Thorndike) e del World Book Dictionary. Con suo padre e Sol Steinmetz ha scritto The Barnhart Dictionary of New English (in tre volumi). 
La sua opera maggiore è condiderata il The Barnhart Dictionary of Etymology (1988), un dizionario etimologico dell'American English che nel Regno Unito è stato pubblicato con il titolo The Chambers Dictionary of Etymology. È ritenuto uno dei migliori dizionari etimologici di inglese. Nel 1995 ne pubblicò una versione concisa, The Barnhart Concise Dictionary of Etymology. Nello stesso anno pubblicò il Barnhart Abbreviations Dictionary.
Altre sue opere sono The Hammond Barnhart Dictionary of Science (1986) e The American Heritage Dictionary of Science (1988).  